# Iván Terrazas
Iván «Terrible» Terrazas (Ciudad de México, 11 de noviembre de 1983) es un beisbolista mexicano, outfielder y primera base. Es el capitán de los Diablos Rojos del México en la Liga Mexicana de Béisbol y ha jugado para la selección mexicana.

## Carrera profesional

### Atlanta Braves
Terrazas firmó inicialmente con los Atlanta Braves y pasó 2002 y 2003 con su equipo de la Liga Dominicana de Verano. Alcanzó .276 para ellos el primer año y .301 el segundo. En 2004, hizo su debut en los EE. UU., Bateando .282 / .311 / .462 en 37 juegos para los Bravos del GCL y ganando los honores de Jugador del Mes para la Liga de la Costa del Golfo en julio.
Iván produjo dejó foja de .277 / .299 / .364 en 87 juegos para el GCL Braves de 2005 y cometió nueve errores en 73 juegos en los jardines. Uno de sus compañeros de campo, el holandés Antillano Ardley Jansen, competiría más tarde contra él en la Copa de Béisbol de las Américas 2008.

### Acereros de Monclova
Terrazas pasó la mayor parte del 2006 con los Acereros de Monclova, bateando .338 / .387 / .545 con 30 dobles y 80 carreras en 94 juegos. También apareció brevemente para los Pelícanos de Myrtle Beach (7 para 28, 3 2B) y terminó el año con los Bravos de Mississippi (.269 / .309 / .346 en 16 juegos). Fue décimo en la Liga Mexicana en dobles y empató en el sexto lugar en carreras.
En 2007, dejó foja de .304 / .349 / .496 para Monclova y jugó para Myrtle Beach.  Apareció para México en los Juegos Panamericanos de 2007, yendo 6 por 18 con 2 bases por bolas, 2 robos y 3 carreras en 4 juegos para ayudar a su país a ganar el Bronce.
Terrazas regresó con México para el Torneo Final de Clasificación Olímpica 2008. Bateó para .267 / .267 / .333 cuando México no pudo avanzar a los Juegos Olímpicos de 2008.
En el 2008, el México se enfrentó a los Sultanes de Monterrey en serie que se fue a cinco juegos, los Diablos Rojos derrotaron en su casa a los Regios para llegar a 15 títulos.
Durante el 2008, Terrazas jugó para los Diablos Rojos del México ganando el campeonato con el equipo, bateando .325 de average en 95 juegos con 353 turnos al bate con 8 triples y el mismo número de cuadrangulares
En la Copa de Béisbol de las Américas 2008, Iván bateó para .227 anotó 5 y remolcó 5 en 7 juegos mientras México encajaba un puesto en la Copa Mundial de Béisbol de 2009.
En la Serie de Campeonato del 2014 se enfrentaron por primera vez los Pericos de Puebla, en una final inédita, y en solo cuatro juegos, el México se llevó el banderín de la Liga Mexicana para llegar a 16 títulos en su rica historia.
Esa temporada, Terrazas dejó números de .325 en el porcentaje de bateo con 38 producciones, 135 imparables y 6 batazos de vuelta entera.
A partir del 2015 y hasta la fecha el “Terrible” Terrazas es el capitán de los Diablos Rojos, equipo más ganador de la liga más importante de la pelota mexicana.